# Boris Gnedenko
Boris Gnedenko (rus: Борис Владимирович Гнеденко)  (Uliànovsk, 1 de gener de 1912 - Moscou, 27 de desembre de 1995) va ser un matemàtic soviètic.

## Vida i Obra
Nascut a la ciutat de Simbirsk (actualment anomenada Uliànovsk), la família es va traslladar quan ell tenia tres anys a Kazan, ciutat en la que va passar la seva infància fins al 1927 quan, amb només quinze anys, va ingressar a la universitat de Saràtov per estudiar matemàtiques. Després de graduar-se el 1930 va ser professor a l'Institut Tèxtil d'Ivànovo on va començar a estudiar qüestions matemàtiques i estadístiques referents a l'industria tèxtil. El 1934 va anar a la universitat de Moscou per a fer estudis de postgrau, primer amb Aleksandr Khintxin i, a partir de 1935, amb Andrei Kolmogórov. El 1937 va defensar la seva tesi doctoral sobre alguns resultats de les distribucions infinitament divisibles. L'estiu d'aquest mateix any, en una expedició excursionista al Caucas amb el propi Kolmogórov, va expressar el seu disgust amb les polítiques soviètiques. El desembre d'aquest any va ser reclutat a l'exèrcit, enviat a Briansk i arrestat, denunciat per un dels participants a l'excursió. Després de sis mesos empresonat en condicions infernals, va ser alliberat i rehabilitat com professor de la universitat de Moscou, amb el recolzament de Khintxin i Kolmogórov, on va començar les seves recerques sobre valors extrems i sobre la història de les matemàtiques a Rússia.
El 1941, en ser envaït el seu país per l'exèrcit nazi alemany, no va ser autoritzat a incorporar-se a l'exèrcit roig per la seva deslleialtat i va continuar les seves recerques a la universitat que, a causa de la Segona Guerra Mundial havia estat traslladada a Sverdlovsk i, en aquesta ciutat, va començar les seves recerques en control industrial i control de qualitat. Acabada la guerra, el 1945, va ser nomenat membre de l'Acadèmia Ucraïnesa de Ciències i enviat de professor a la universitat de Lvov. Després de quatre anys en aquesta ciutat i onze més a Kíiv, el 1960 va retornar a Moscou on el 1966 va substituir Kolmogórov en la càtedra de probabilitat i on va fer recerca en teoria de cues i teoria de la fiabilitat.
Gnedenko és conegut pels seus treballs en el camp de la teoria de la probabilitat i àrees connexes. Gnedenko va publicar centenars d'articles científics i desenes de llibres i monografies. Els seus llibres més notables, traduïts a diferents idiomes, van ser el Curs de Teoria de la Probabilitat (1950), la Introducció a la teoria de cues (1966) i els Mètodes matemàtics de la fiabilitat (1965). També cal fer esment dels seus Assajos sobre la Història de les Matemàtiques a Rússia (1946) i del viu interès que sempre va tenir per la història de la seva disciplina.